# Исахая Сигэмото
Исахая Сигэмото (яп. 諫早 茂元, 16 марта 1665 — 10 октября 1694) — самурай княжества Сага периода Эдо, 6-й глава рода Исахая. 

## Биография
Родился 16 марта 1665 года как пятый сын Исахаи Сигэдзанэ, владетеля деревни Исахая.
В 1680 году Сигэмото, после смерти своего старшего брата Сигэкадо, стал следующим главой семьи.
Исахая Сигэмото умер 10 октября 1694 году. Поскольку у него не было сыновей, его преемником стал приёмный зять Исахая Сигэхару, сын Набэсимы Наотаки.
Его дочь, Офуку, в 1704 году вышла замуж за Исахаю Сигэхару.